# علی یوسف
علی یوسف (انگلیسی: Ali Youssef؛ زادهٔ ۵ اوت ۲۰۰۰) بازیکن فوتبال اهل سوئد است.
از باشگاه‌هایی که در آن بازی کرده‌است می‌توان به باشگاه فوتبال هکن اشاره کرد.
وی همچنین در تیم‌های ملی فوتبال زیر ۲۰ سال سوئد و تونس بازی کرده‌است.